# Lasioglossum ilicum
Lasioglossum ilicum är en biart som först beskrevs av Blüthgen 1924.  Lasioglossum ilicum ingår i släktet smalbin, och familjen vägbin. Inga underarter finns listade i Catalogue of Life.